# 63
63 (LXIII) var ett normalår som började en lördag i den julianska kalendern.

## Händelser

### Okänt datum
- Vespasianus blir guvernör över Africa.
- Gnaeus Domitius Corbulo återfår befälet efter det romerska debaclet i slaget vid Rhandeia. Han invaderar då Armenien och besegrar Tiridates II, som accepterar romersk överhöghet, varvid Parterriket drar sig ur kriget.
- Enligt legenden beger sig Josef från Arimataia till Glastonbury på den första kristna missionsresan till Britannien.
- Aulus Cornelius Celsus skriver ett lexikon om konst och vetenskap.

## Födda
- Plinius den yngre, romersk författare

## Avlidna
- Markus, en av Jesu lärjungar (traditionellt datum, troligare 61)